# Campionato sudamericano femminile under 20 di calcio
Il Campionato sudamericano femminile under 20 di calcio (noto anche come Sudamericano Femenino Sub-20) è la più importante competizione internazionale sudamericana di calcio femminile riservata alle atlete di età inferiore a 20 anni ed è disputato tra le Nazionali femminili Under-20 dei Paesi affiliati alla Confederación sudamericana de Fútbol (CONMEBOL). Ha cadenza biennale ed il primo torneo è stato disputato nel 2004, come competizione Under-19. Solo dalla seconda edizione del 2006 il limite di età è stato innalzato a 20 anni. Le prime quattro classificate guadagnano la qualificazione al Campionato mondiale femminile under 20 di calcio.
Campione in carica è il Brasile, che ha vinto tutte le edizioni fin qui disputate.

## Edizioni
| 2004 | Brasile  | Brasile | girone finale | Paraguay  | Ecuador  | girone finale | Bolivia   |
| 2006 | Cile     | Brasile | girone finale | Argentina | Paraguay | girone finale | Perù      |
| 2008 | Brasile  | Brasile | girone finale | Argentina | Paraguay | girone finale | Cile      |
| 2010 | Colombia | Brasile | 2 – 0         | Colombia  | Paraguay | 6 – 0         | Cile      |
| 2012 | Brasile  | Brasile | girone finale | Argentina | Colombia | girone finale | Paraguay  |
| 2014 | Uruguay  | Brasile | girone finale | Paraguay  | Colombia | girone finale | Bolivia   |
| 2015 | Brasile  | Brasile | girone finale | Venezuela | Colombia | girone finale | Argentina |
| 2018 | Ecuador  | Brasile | girone finale | Paraguay  | Colombia | girone finale | Venezuela |
| 2022 | Cile     | Brasile | girone finale | Colombia  | Uruguay  | girone finale | Venezuela |
| 2024 | Ecuador  | Brasile | girone finale | Paraguay  | Colombia | girone finale | Argentina |

## Medagliere
| Pos. | Paese     | Oro | Argento | Bronzo | Totale |
| ---- | --------- | --- | ------- | ------ | ------ |
| 1    | Brasile   | 10  | 0       | 0      | 10     |
| 2    | Paraguay  | 0   | 4       | 3      | 7      |
| 3    | Argentina | 0   | 3       | 0      | 3      |
| 4    | Colombia  | 0   | 2       | 5      | 7      |
| 5    | Venezuela | 0   | 1       | 0      | 1      |
| 6    | Ecuador   | 0   | 0       | 1      | 1      |
| 6    | Uruguay   | 0   | 0       | 1      | 1      |

### Partecipazioni e prestazioni nelle fasi finali
Legenda
- 1ª – Campione
- 2ª - Secondo posto
- 3ª - Terzo posto
- 4ª - Quarto posto
- – Nazione ospite

Per ogni torneo, viene indicata la bandiera del Paese ospite e, tra le parentesi, il numero di squadre che vi hanno partecipato.
| Nazionale | 2004 | 2006 | 2008 | 2010 | 2012 | 2014 | 2015 | 2018 | 2022 | 2024 | Totale |
| --------- | ---- | ---- | ---- | ---- | ---- | ---- | ---- | ---- | ---- | ---- | ------ |
| Argentina | 1T   | 2ª   | 2ª   | 1T   | 2ª   | 1T   | 4ª   | 1T   | 1T   | 4ª   | 10     |
| Bolivia   | 4ª   | 1T   | 1T   | 1T   | 1T   | 4ª   | 1T   | 1T   | 1T   | 1T   | 10     |
| Brasile   | 1ª   | 1ª   | 1ª   | 1ª   | 1ª   | 1ª   | 1ª   | 1ª   | 1ª   | 1ª   | 10     |
| Cile      | 1T   | 1T   | 4ª   | 4ª   | 1T   | 1T   | 1T   | 1T   | 1T   | 1T   | 10     |
| Colombia  | 1T   | 1T   | 1T   | 2ª   | 3ª   | 3ª   | 3ª   | 3ª   | 2ª   | 3ª   | 10     |
| Ecuador   | 3ª   | 1T   | 1T   | 1T   | 1T   | 1T   | 1T   | 1T   | 1T   | 1T   | 10     |
| Paraguay  | 2ª   | 3ª   | 3ª   | 3ª   | 4ª   | 2ª   | 1T   | 2ª   | 1T   | 2ª   | 10     |
| Perù      | 1T   | 4ª   | 1T   | 1T   | 1T   | 1T   | 1T   | 1T   | 1T   | 6ª   | 10     |
| Uruguay   | 1T   | 1T   | 1T   | 1T   | 1T   | 1T   | 1T   | 1T   | 3ª   | 1T   | 10     |
| Venezuela | 1T   | 1T   | 1T   | 1T   | 1T   | 1T   | 2ª   | 4ª   | 4ª   | 5ª   | 10     |
| Nazionale | 2004 | 2006 | 2008 | 2010 | 2012 | 2014 | 2015 | 2018 | 2022 | 2024 | Totale |